# 티피스
티피스(Tiphys)는 그리스 신화에 나오는 아르고호의 키잡이이다. 라피테스 사람인 포르바스가 엘리스 왕 에페이오스의 딸 히르미에와의 사이에서 낳은 아들이라고도 한다. 펠리아스는 배다른 동생 아이손으로부터 이올코스 왕위를 빼앗았는데, 아이손의 아들 이아손이 나타나 왕위를 돌려달라고 요구하자 황금의 양모피를 찾아오라는, 거의 실행하기 어려운 조건을 제시하였다. 이에 이아손은 모험을 함께할 영웅들을 모았다.